# Kretania trappi
Pour les articles homonymes, voir Azuré des astragales.
Pour l’Azuré des astragales au sens large, voir Kretania pylaon.
Espèce
Kretania trappi, l’Azuré des astragales, est une espèce de lépidoptères (papillons), endémique des Alpes, appartenant à la famille des Lycaenidae et à la sous-famille des Polyommatinae. 

## Systématique
Le nom de trappi, désignant l'élément alpin du complexe pylaon/sephirus, lui a été donné par l'entomologiste italien Ruggero Verity en 1927 en remplacement du nom lycidas Trapp, 1863 (homonyme invalide),,. La localité type de ce taxon est Simplon, en Suisse. 
Le rang du taxon trappi diffère selon les auteurs : il a longtemps été traité comme une sous-espèce d'une espèce à vaste répartition appelée Plebejus pylaon, mais est aujourd'hui plus souvent considéré comme une espèce à part entière, à la suite de l'éclatement de P. pylaon en plusieurs espèces,.
Plusieurs noms de genre sont également susceptibles d'être utilisés : traditionnellement le genre Plebejus ou celui, plus restreint, de Plebejides, ou plus récemment le genre Kretania à la suite d'un remaniement taxonomique motivé par la phylogénétique moléculaire.
En résumé, on peut trouver dans la littérature les combinaisons suivantes :
- Kretania trappi (Verity, 1927)
- Plebejus pylaon trappi Verity, 1927
- Plebejus trappi Verity, 1927
- Plebejides pylaon trappi (Verity, 1927)
- Plebejides trappi (Verity, 1927)

## Noms vernaculaires
En français, Kretania trappi est parfois appelé « Azuré des astragales »,, nom aussi employé pour désigner l'espèce Kretania pylaon lorsque cette dernière englobe trappi,.
En anglais, K. trappi est appelé Alpine zephyr blue.

## Description
L'imago de Kretania trappi est un papillon de petite taille, qui présente un dimorphisme sexuel : le dessus du mâle est bleu-violet foncé avec une bordure marginale noire et une frange blanche, tandis que celui de la femelle est brun sombre, souvent avec une suffusion basale bleue et parfois avec des lunules orange à l'angle anal des ailes postérieures.
Le revers des ailes a un fond gris beige orné de points basaux, discaux et postdiscaux noirs cerclés de blanc, d'une série de lunules submarginales orange bordées intérieurement de chevrons noirs et extérieurement de points marginaux noirs, et d'une série de marques blanches entre les chevrons submarginaux et les points postdiscaux. 

## Biologie

### Phénologie
Kretania trappi est univoltin ; les imagos sont observables entre fin juin et début août en fonction de l'altitude.

### Plantes-hôtes et myrmécophilie
La plante hôte larvaire est Astragalus exscapus,,.
Les chenilles sont soignées par des fourmis des espèces Formica lugubris et Formica lemani.

## Distribution et biotopes
Kretania trappi est endémique des Alpes : on le trouve en Suisse dans le Valais, et en Italie dans la Vallée d'Aoste, le Piémont et le Tyrol du Sud. En France, l'espèce a été signalée une fois en Savoie, à l'époque sous le nom de Plebejus pylaon, mais cette donnée est restée sans lendemain.
K. trappi fréquente des lieux herbus abrités et des clairières de pinèdes, à des altitudes comprises entre 1 000 et 2 000 m.